# 三雲仙嘯
三雲 仙嘯（みくも せんしょう、男性、明和6年（1769年） – 弘化元年12月14日（1845年1月21日））は、江戸時代後期の日本の篆刻家である。
名は 孝、字を 子孝、号は仙嘯以外に僊嘯・仙嘯人ある。通称は中書。京都の人。

## 略伝
京都嵯峨野・河東丸太町などに住み、代々医を業とした。読書・詩文・俳諧・点茶などの文芸を好み、篆刻は葛子琴に学び特に優れた。嵯峨大覚寺慈性法親王の要請で『文館詞林』の模刻を行う。印譜に『快哉心事』など多数。門弟に中村水竹・壬生水石などがいる。
享年77。墓所は寺町頭十念寺（浄土宗・山号：華宮山）。法名僊嘯院義空宗孝居士。